# By the Sea
By the Sea és una pel·lícula muda escrita, dirigida i protagonitzada per Charles Chaplin. Rodada en una sola bobina a Crystal Pier (San Diego) l'abril de 1915, la pel·lícula, es va estrenar el 29 d'abril de 1915. Es considera que és la primera pel·lícula en incorporar el gag d'una persona que rellisca amb la pell d'un plàtan.

## Argument
Charlie està menjant un plàtan mentre passeja al costat del mar. En llençar la pell però poc després, en trepitjar-la rellisca. Poc després, Charlie es troba amb un borratxo i ells dos discuteixen sobre els barrets que han volat degut al fort vent. Es barallen i al final Charlie l'acaba deixant fora de combat. Aleshores apareix una noia que busca el seu xicot i Charlie flirteja amb ella però en despertar-se el contrincant es tornen a barallar i la noia marxa i troba el seu xicot. Al final, després de noquejar un policia sense voler acaben amics i es mengen plegats un cucurutxo de gelat. Poc després es tornen a barallar tacant-se amb els gelats després de discutir sobre qui els ha de pagar. En la baralla acaben involucrant un home amb un barret de copa que es troba al costat. Charlie se’n desentén i flirteja amb la xicota de l'home del barret de copa. Al final de la pel·lícula, Charlie està assegut en un banc de la platja amb els seus contrincants que el volen estomacar i les seves dues dones. Ell fa bolcar el banc per poder escapar.

## Repartiment
- Charles Chaplin (passejant)
- Billy Armstrong (borratxo)
- Margie Reiger (esposa de l'anterior)
- Bud Jamison (home de barret de copa)
- Edna Purviance (xicota de l'anterior)
- Paddy McGuire (primer policia)
- Ernest Van Pelt (segon policia)
- Harry “Snub” Pollard (gelater)